# Leandro & Leonardo Vol. 3
Leandro & Leonardo Vol. 3 é um álbum de estúdio da dupla sertaneja Leandro & Leonardo, lançado em 1989. As canções que mais se destacaram nesse LP foram "Entre Tapas e Beijos", composição de Nilton Lamas e Antônio Bueno, gravada originalmente por Lindomar Castilho, e "É Por Você Que Canto", versão de "The Sounds of Silence", de Simon & Garfunkel. Fazendo só uma retificação pois este álbum foi gravado em 1988 pela gravadora 3M e após a falência da mesma os cantores assinaram contrato com a Continental Chantecler e o disco foi lançado em 1989 pela nova gravadora com o selo Continental e os albuns seguintes com o selo Chantecler, sendo o único album da dupla com o selo Continental.

## Faixas
| N.º | Título                                         | Compositor(es)                            | Duração |  |
| 1.  | "Quem Será Essa Mulher"                        | Zezé Di Camargo                           | 3:34    |  |
| 2.  | "Lágrimas do Coração"                          | José Fernandes                            | 3:29    |  |
| 3.  | "Quebra Esse Gelo"                             | Zezé Di Camargo                           | 3:40    |  |
| 4.  | "Quarto Negro"                                 | José Fernandes                            | 3:06    |  |
| 5.  | "Paraíso"                                      | José Fernandes / Zezé Di Camargo          | 2:53    |  |
| 6.  | "É Por Você Que Canto (The Sounds of Silence)" | Paul Simon (versão: Cilinha / João Viola) | 3:50    |  |
| 7.  | "Aqueles Olhos"                                | César Augusto / Elias Muniz               | 3:38    |  |
| 8.  | "Entre Tapas e Beijos"                         | Antonio Bueno / Nilton Lamas              | 3:25    |  |
| 9.  | "Teu Olhar"                                    | Roberta Miranda                           | 3:13    |  |
| 10. | "Cai na Real"                                  | Waldir Luz                                | 3:55    |  |
| 11. | "Semi-Luz"                                     | Carlos Randall / Luiz Berto               | 2:56    |  |
| 12. | "Luar do Sertão"                               | Catulo da Paixão Cearense                 | 3:19    |  |

## Certificações
| Brasil (ABPD)                             | Diamante | 1989 | 1.000.000* |
| *número de vendas baseado na certificação |          |      |            |